# Baoqing
Baoqing, tidigare stavat Paotsing, är ett härad som lyder under Shuangyashans stad på prefekturnivå i Heilongjiang-provinsen i nordöstra Kina. Det ligger omkring 440 kilometer öster om provinshuvudstaden Harbin.